# Lobaye (préfecture)
Pour les articles homonymes, voir Lobaye.
Lobaye est une des 20 préfectures de la République centrafricaine. Elle se situe dans le sud-ouest du pays, à la frontière de la République du Congo et de la République démocratique du Congo. Elle tient son nom de la rivière Lobaye qui la traverse du nord-ouest au sud-est. Avec comme chef-lieu est Mbaïki, la Lobaye regroupe les sous-préfectures de Mbaïki, Boda, Mongoumba, Boganangone, Boganda et Moboma-Loko.
- La superficie de la préfecture est de 19 235 km².
- Sa population se montait à 246 875 habitants en 2003[3], ce qui donnait une densité de 12,83 habitants par km².

## Géographie

### Situation
La Lobaye est limitée :
- au nord et à l'est par la préfecture d'Ombella-M'Poko,
- au sud-est par la rivière Oubangui qui marque la frontière avec la République démocratique du Congo,
- au sud par la République du Congo, département de la Likouala
- à l'ouest par la Sangha-Mbaéré,
- au nord-ouest par la Mambéré

| Mambéré       | Ombella-M'Poko |            |
|               | Lobaye         | Sud-Ubangi |
| Sangha-Mbaéré | Likouala       |            |

## Histoire
- En octobre 1884, le capitaine belge Alphonse Van Gele, descend l’Oubangui, reconnait l’embouchure de la Lobaye et atteint les rapides de Loko[4].
- En 1905, la région de la Lobaye, située sur la rive droite de l’Oubangui, est créée dans la colonie française du Moyen-Congo.
- Le 28 avril 1908, est institué le Cercle militaire de la Lobaye, avec pour chef-lieu, le poste de Loko.
- La rive gauche de la Lobaye dénommée la pince de homard permettant un accès à l'Oubangui, est cédée à l'Empire allemand, le 4 novembre 1911 et intégrée au Neukamerun[5], la rive droite et le poste de Mongoumba demeurent français rattachés à la colonie du Moyen-Congo.
- Le 27 novembre 1914, au début  de la Première Guerre mondiale, une colonne française reprend la Lobaye qui revient à la colonie du Moyen-Congo.
- En 1919, la Circonscription de la Lobaye est créée avec pour chef-lieu, Mbaïki.
- En 1924, les circonscriptions de Lobaye et d’Ibenga-Kikouala, sont réunies en une seule Circonscription du Bas-Oubangui[6].
- Le 12 novembre 1929, la Circonscription de la Lobaye est rétablie, elle s’étend sur la partie est de la Haute-Sangha et lui sont rattachés les postes de Mbaïki, Boda et Bambio.
- À partir du 18 novembre 1932, la Lobaye quitte le Moyen-Congo pour la colonie de l’Oubangui-Chari.
- Le 15 novembre 1934, elle fait partie du Département de la Haute-Sangha-M’Poko, qui a pour chef-lieu Bangui
- Le 1er janvier 1937, le Département de la Lobaye est créé, il a pour chef-lieu Mbaïki[7], il prend le nom de Région de la Lobaye le 16 octobre 1946.
- Le 23 janvier 1961, la République centrafricaine indépendante institue la Préfecture de la Lobaye[8].

## Administration
La Lobaye  constitue avec l'Ombella-M'Poko, la région des Plateaux, numéro 1 de la République centrafricaine.

### Sous-préfectures et communes
La Lobaye est divisée en cinq sous-préfectures et treize communes :
- Sous-préfecture de Mbaiki : Mbaiki, Mbata, Pissa, Bogongo Gaza, Lessé, Nola, Moboma, Balé-Loko
- Sous-préfecture de Mongoumba : Mongoumba
- Sous-préfecture de Boda : Boda, Lobaye (commune)
- Sous-préfecture de Boganangone : Boganangone
- Sous-préfecture de Boganda : Boganda

| Sous-préfectures | communes     | superficie (km²) | population (hab. 2015) | villages (nbre 2003) | quartiers (nbre 2003) |
| Boda             | Boda         |                  | 31 295                 | 0                    | 42                    |
| Boda             | Lobaye       | 3 121,78         | 28 116                 | 49                   | 0                     |
| Boganangone      | Boutélossi   | 2 985,65         | 33 391                 | 82                   | 0                     |
| Boganda          | Boganda      | 2 763,53         | 15 947                 | 39                   | 0                     |
| Mbaïki           | Balé-Loko    | 716,16           | 28 576                 | 36                   | 0                     |
| Mbaïki           | Bogongo Gaza | 1 141,07         | 9 679                  | 41                   | 0                     |
| Mbaïki           | Lessé        | 2 643,36         | 7 258                  | 21                   | 0                     |
| Mbaïki           | Mbaïki       | 188,17           | 28 881                 | 4                    | 22                    |
| Mbaïki           | Mbata        | 1 471,28         | 32 418                 | 47                   | 0                     |
| Mbaïki           | Moboma       | 927,42           | 20 996                 | 25                   | 0                     |
| Mbaïki           | Nola         | 714,80           | 18 224                 | 24                   | 0                     |
| Mbaïki           | Pissa        | 910,26           | 29 193                 | 36                   | 0                     |
| Mongoumba        | Mongoumba    | 986,22           | 26 392                 | 41                   | 0                     |

## Population
En 2013, la population de la préfecture est estimée à 306 440 hab., dont 32 098 personnes déplacées. Le principal groupe ethnique est constitué par les Ngbaka, aux côtés des Gbaya, Monjombo, Isongo et Bofi.
| 1960   | 1975    | 1988    | 2003    | 2013    |
| ------ | ------- | ------- | ------- | ------- |
| 72 000 | 125 632 | 156 329 | 246 875 | 306 440 |

### Villes
Les trois principales villes de la préfecture sont Mbaïki, Boda, au nord du territoire, et Mongoumba sur la rive droite de l'Oubangui.

## Personnalités liées à la Lobaye
- Barthélémy Boganda, homme politique centrafricain avec une vision panafricaniste, considéré comme le père fondateur de la République centrafricaine est né le 4 avril 1910 au village Bobangui dans la région de la Lobaye.
- David Dacko, Président de la République centrafricaine est né au village de Bouchia, situé entre Mbaïki et Mongoumba.
- Jean-Bedel Bokassa, ancien chef d’État, autoproclamé empereur, est né à Bobangui
- les membres du groupe musical Zokela en sont originaires.